# Julie Gore
 (mars 2021).
Julie Gore est une autrice, illustratrice et coloriste de livres jeunesse et de bande dessinée née le 17 septembre 1989.

## Biographie
Julie Gore naît en banlieue parisienne le 17 septembre 1989. Elle étudie le graphisme en troisième et se tourne vers l’École européenne supérieure de l'image (EESI) à Angoulême de 2011-2014. En 2014 elle participe à Héros sur Canapé, un ouvrage collectif aux éditions Vraoum. En 2015 elle dessine Renard, Poule et T-Rex, scénarisé par Davy Mourier, en supplément du magazine Spirou 4055. La même année, elle illustre Bonjour Madame ! avec Nicolas Leroy sur un scénario de Delphine Rieu chez Eidola. Elle participe aussi au tome 2 de Héros sur Canapé. En 2018 elle participe au projet Féministe, un ouvrage collectif aux éditions Vide Cocagne, aux côtés de 16 autrices et illustratrices. Elle y raconte son parcours de grossesse et la naissance de sa fille. Elle vit aujourd’hui[Quand ?] à Angoulême et, début 2020, elle annonce qu'elle prépare un livre sur le tournage du film The French Dispatch de Wes Anderson avec Timothée Chalamet : Wes in Town,.

## Publications
- Renard, Poule et T-Rex, scénarisé par Davy Mourier, Dupuis, 2015 (Identifiant 265840)
- Bonjour madame !, scénarisé par Delphine Rieu et co-dessiné avec Nicolas Leroy, Eidola, 2015  (ISBN 1090093098)
- Mission Planète, avec Rachpunzel et Nicolas Leroy, Eidola, 2015  (ISBN 9791090093102)
- Qui craint le grand méchant homme ?, avec Frédéric Caillon-Cristofani et Sophie Hérout, Eidola, 2018  (ISBN 1090093233)
- Féministes (petit chemin de grossesse), collectif, Vide Cocagne, 2018  (ISBN 979-10-90425-93-4)
- Pout et Pout, scénarisé par Éric Wantiez, éditions Lapin, 2019  (ISBN 978-2-37754-035-8)
- La savane emménage, scénarisé par Charles Le Prevost, Makisapa, 2020  (ISBN 978-2-491074-00-5)